# Cantón de Xertigny
El cantón de Xertigny era una división administrativa francesa, que estaba situada en el departamento de Vosgos y la región de Lorena.

## Composición
El cantón estaba formado por ocho comunas:
- Charmois-l'Orgueilleux
- La Chapelle-aux-Bois
- Le Clerjus
- Dounoux
- Hadol
- Uriménil
- Uzemain
- Xertigny

## Supresión del cantón de Xertigny
En aplicación del Decreto nº 2014-268 de 27 de febrero de 2014, el cantón de Xertigny fue suprimido el 22 de marzo de 2015 y sus 8 comunas pasaron a formar parte del nuevo cantón de Le Val-d'Ajol.